# Rhyparochromini
Tribu
Les Rhyparochromini sont une tribu d'insectes hétéroptères (punaises) de la famille des Rhyparochromidae (Lygaeoidea).

## Description
Plutôt grandes espèces robustes, de couleur générale brun parfois roussâtre, avec souvent du noir et du blanc, au pronotum caréné (lamelliforme) sur ses marges latérales. On les distingue des autres Rhyparochrominae par le fait que les stigmates (ou spiracles) abdominaux sont ventraux, sauf sur les segments 3 et 4 où ils sont dorsaux. Les juvéniles ont une suture de l'abdomen se terminant en « Y » sur les côtés. Comme les Udeocorini, les latérotergites sont divisés en deux parties, interne et externe. Certaines espèces peuvent être brachyptères,.

## Répartition et habitat
Les Rhyparochromini sont cosmopolites, avec la plus grande diversité dans les régions tropicales et subtropicales de l'Ancien monde, et une faune paléarctique plutôt diverse.
Le groupe est faiblement représenté dans la zone néarctique et sans espèce originaire de la région néotropicale,. Certaines espèces paléarctiques (Rhyparochromus vulgaris, Raglius alboacuminatus,,) ou africaines (Dieuches armatipes) ont été introduites aux États-Unis et au Canada au début du XXIe siècle.

## Biologie
Les Rhyparochromini sont généralement des chercheurs de graines au sol, dans la litière, mais peuvent également monter dans les plantes, par exemple les graminées.
Beosus maritimus hiverne à l'état adulte et isolément, dans la litière, près des lieux de développement. Chez Rhyparochromus vulgaris, l'hibernation a lieu en groupes, parfois grands, y compris avec d'autres Lygaeoidea, sous l'écorce de souches, dans des arbres creux ou autres abris.
En général, ces espèces ne sont pas considérées comme des problèmes pour l'agriculture, mais Dieuches armatipes s'en prend aux arachides récoltées en Afrique, lorsqu'elles sont mises pour sécher.

## Systématique
Le premier taxon supragénérique de Rhyparochromidae a été décrit par les entomologistes français Amyot et Serville en 1843. La tribu des Rhyparochromini a été reconnue par Carl Stål en 1872 en tant que division des Rhyparochrominae. En 1957, J. A. Slater en extrait les Megalonotini, jusqu'alors amalgamés et en fait une tribu séparée. Péricart considère que tous les genres euro-méditerranéens autres qu'Aellopus, Beosus, Dieuches et Peritrechus (soit Aellopideus, Callistonotus, Graptopeltus, Liolobus, Microtomideus, Panaorus, Plinthurgus, Ragliodes, Raglius, Rhyparochormus s. str., et Xanthochilus) appartiendraient à un « complexe Rhyparochromus sensu lato » nécessitant plus de travaux, et les traite comme des sous-genres de Rhyparochromus.
On distingue une bonne quarantaine de genres et plus de 350 espèces, dont le site Lygaeoidea Species Files présente un catalogue en ligne,.

### Fossiles
Des fossiles de 4 espèces éteintes ont été découverts, trois dans le genre actuel Raglius et une dans le genre actuel Rhyparochromus, ainsi qu'une espèce non identifiée du genre actuel Peritrechus. Le plus ancien de ces fossiles a été trouvé dans le Colorado et remonte au Priabonien (Eocène supérieur, il y a −37 à −34 millions d'années).

### Liste des genres
Selon BioLib (25 décembre 2022), complété et corrigé à partir de Lygaeoidea Species Files :
- genre Acroraglius Wagner, 1961
- genre Aellopideus Seidenstücker, 1963
- genre Aellopus Wolff, 1811
- genre Altomarus Distant, 1903
- genre Beosus Amyot & Audinet-Serville, 1843
- genre Callistonotus Horváth, 1906
- genre Caprochromus Scudder, 1968
- genre Caridops Bergroth, 1894
- genre Cordillonotus Scudder, 1984
- genre Dieuches Dohrn, 1860
- genre Distadieuches Scudder, 1968
- genre Ectyphoscelus Eyles, 1968
- genre Elasmolomus Stål, 1872
- genre Graphoraglius Wagner, 1961
- genre Graptopeltus Stål, 1872
- genre Lanchnophorus Reuter, 1887
- genre Liolobus Reuter, 1885
- genre Metadieuches Distant, 1918
- genre Metochus Scott, 1874
- genre Microtomideus Reuter, 1885
- genre Naphiellus Scudder, 1962
- genre Naphius Stål, 1874
- genre Narbo Stål, 1865
- genre Naudarensia Distant, 1903
- genre Nocellochromus Scudder, 1963
- genre Orieotrechus Scudder, 1962
- genre Orphnotrechus Sweet, 1991
- genre Panaorus Kiritshenko, 1951
- genre Perimeda Reuter, 1887
- genre Peritrechus Fieber, 1860
- genre Phorcinus Stal, 1874
- genre Plinthurgus Kiritshenko, 1911
- genre Poeantius Stål, 1865
- genre Quiobbesus Scudder, 1968
- genre Ragliodes Reuter, 1885
- genre Raglius Stål, 1872
- genre Rhyparochromus Hahn, 1826
- genre Rhyparoclava Kment, Hemala & Baňař, 2016
- genre Rhyparothesus Scudder, 1962
- genre Rollathemus Scudder, 1963
- genre Scudderocoris Dellapé, Melo, Montemayor & Kondorosy, 2017
- genre Stizocephalus Eyles, 1970
- genre Trichaphanus Kiritshenko, 1926
- genre Uhleriola Horváth, 1908
- genre Xanthochilus Stål, 1872
- genre †Prolygaeus Scudder, 1890

## Galerie

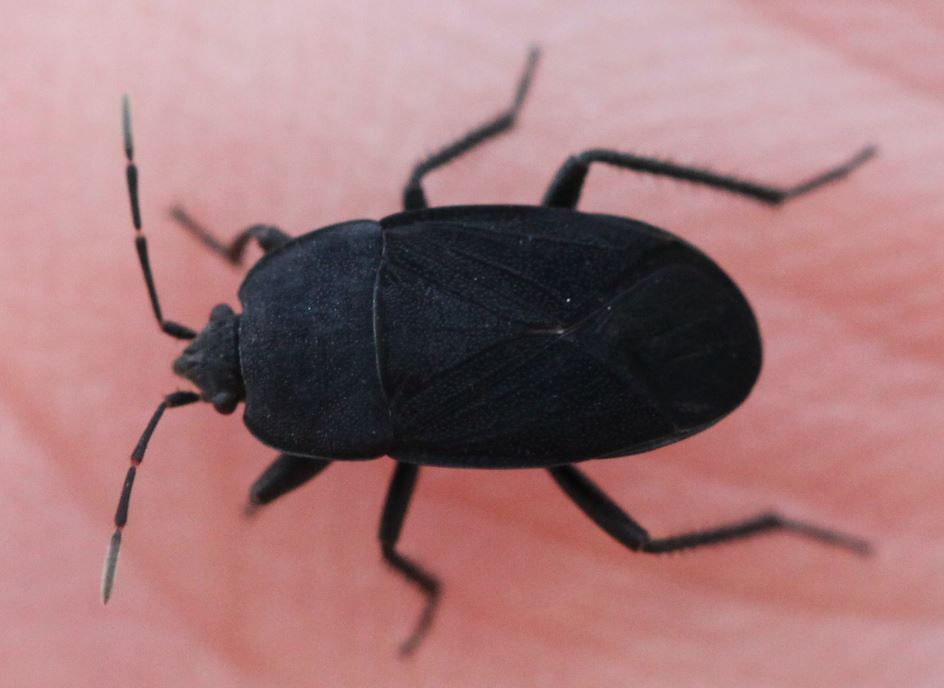
Aellopus atratus, Allemagne.
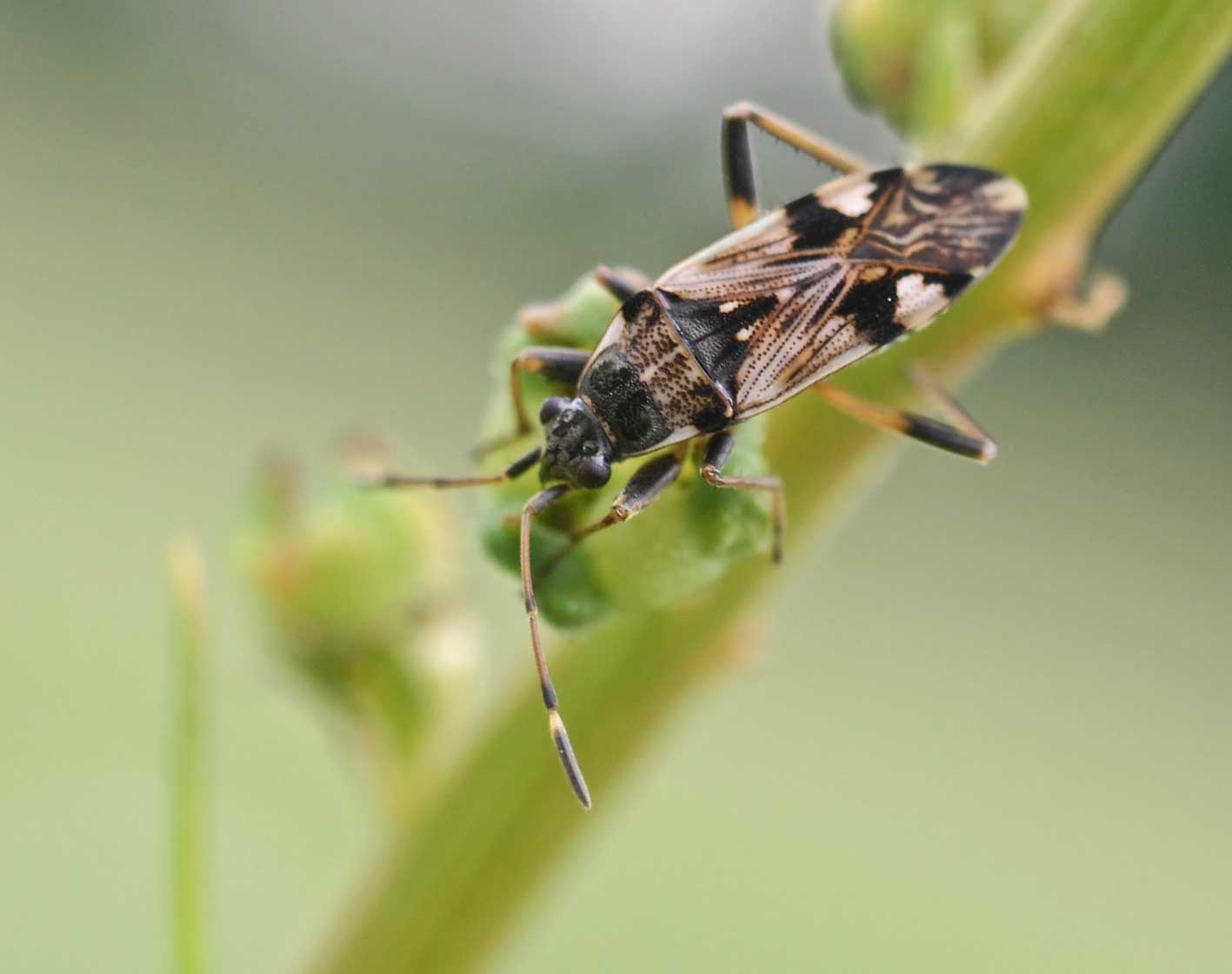
Beosus maritimus, Belgique.
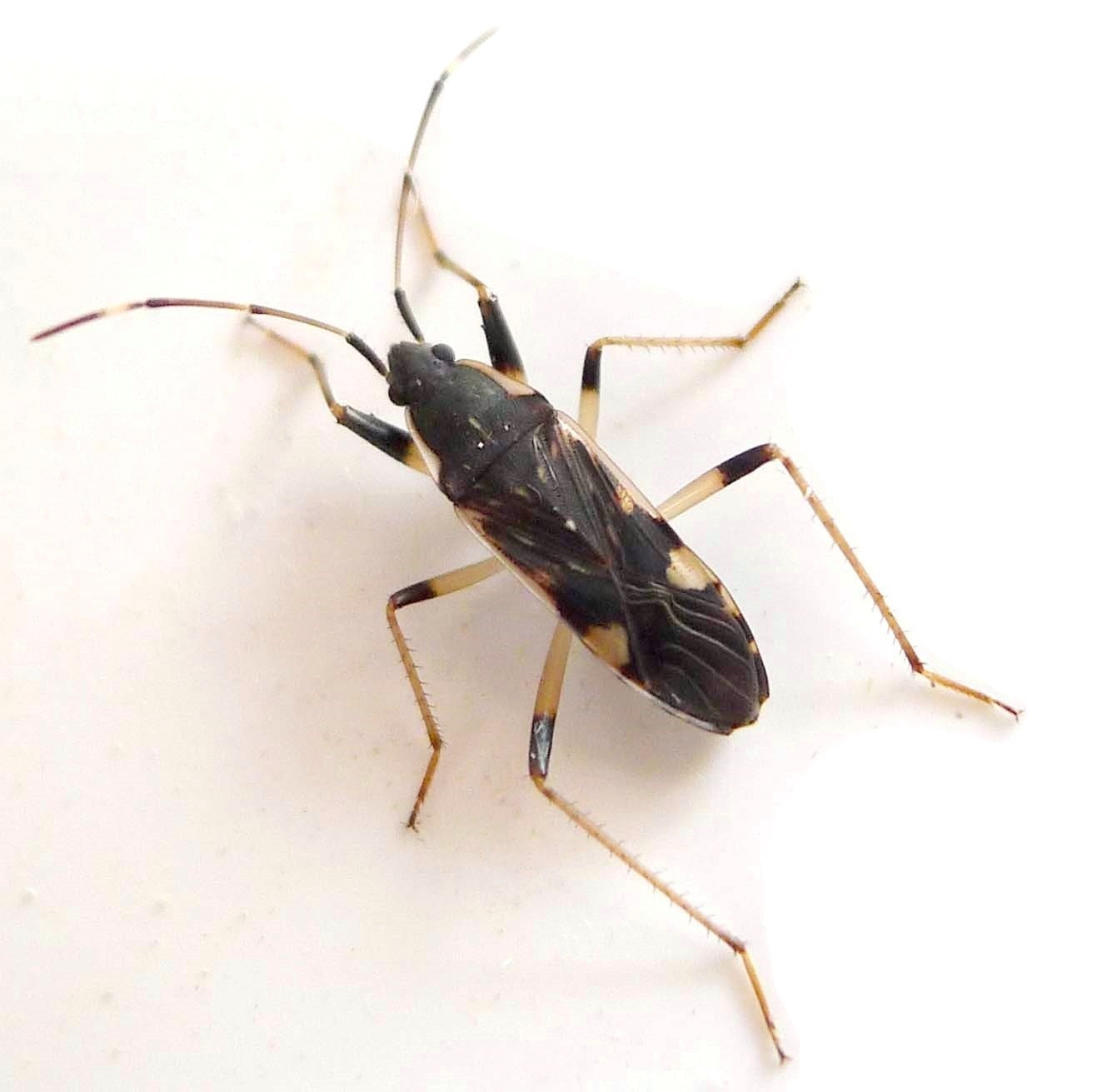
Dieuches armatipes, Espagne.
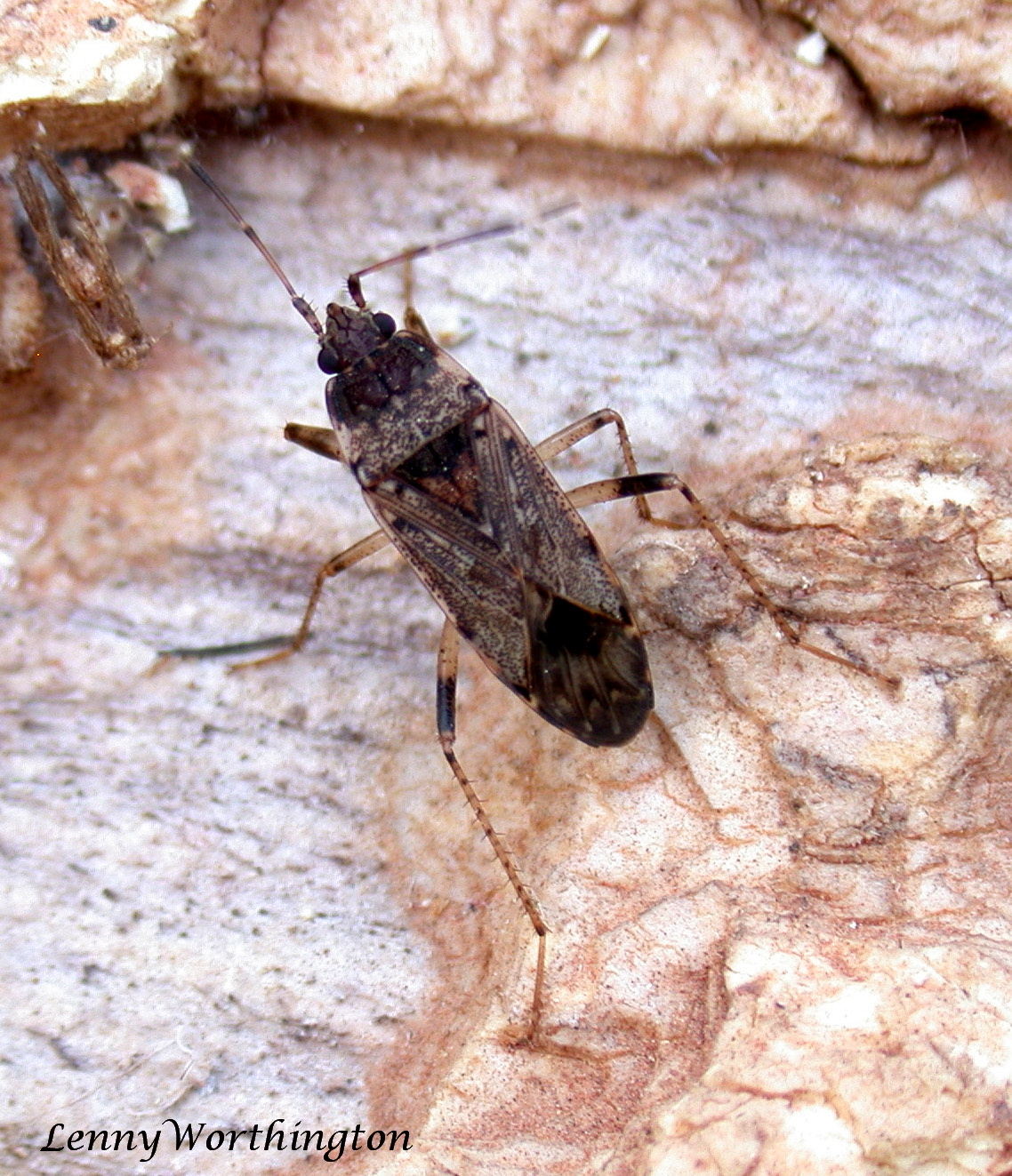
Elasmolomus squalidus (syn. E. pallens), Thaïlande.
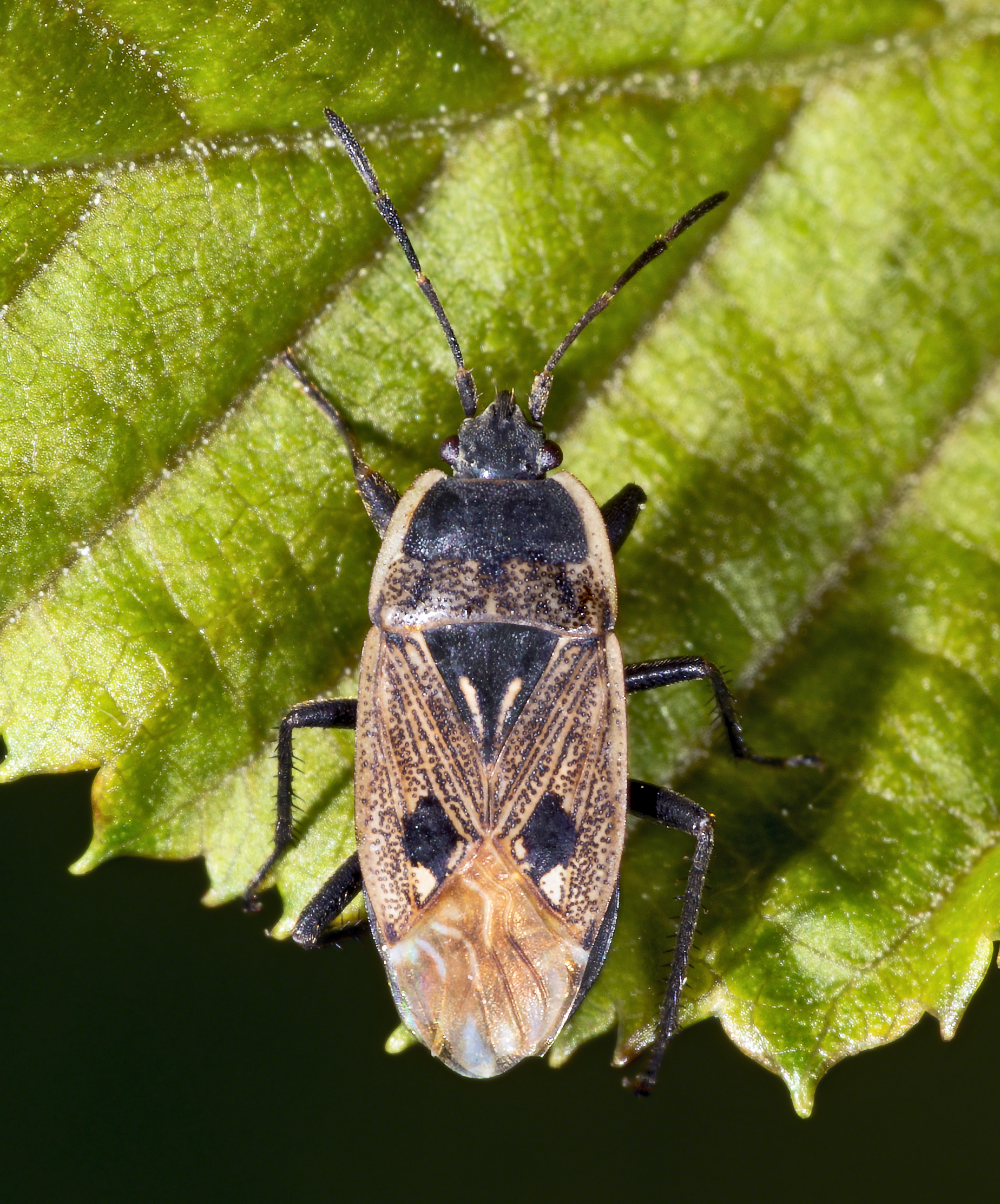
Graptopeltus lynceus, France.
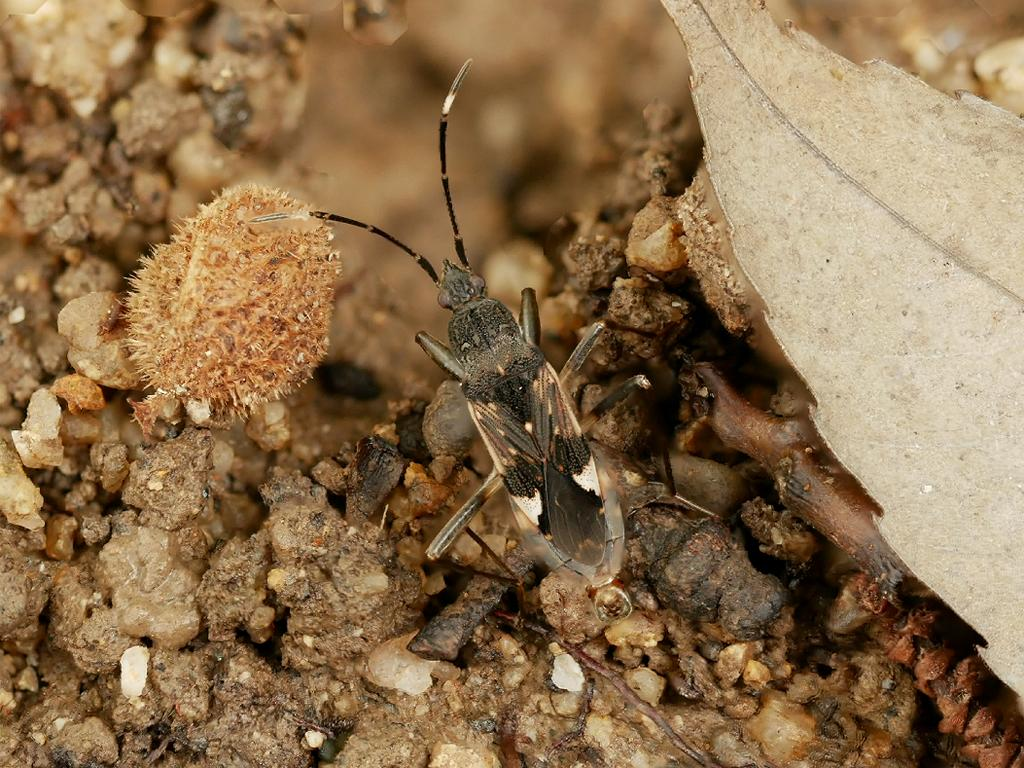
Metochus abbreviatus, Japon.
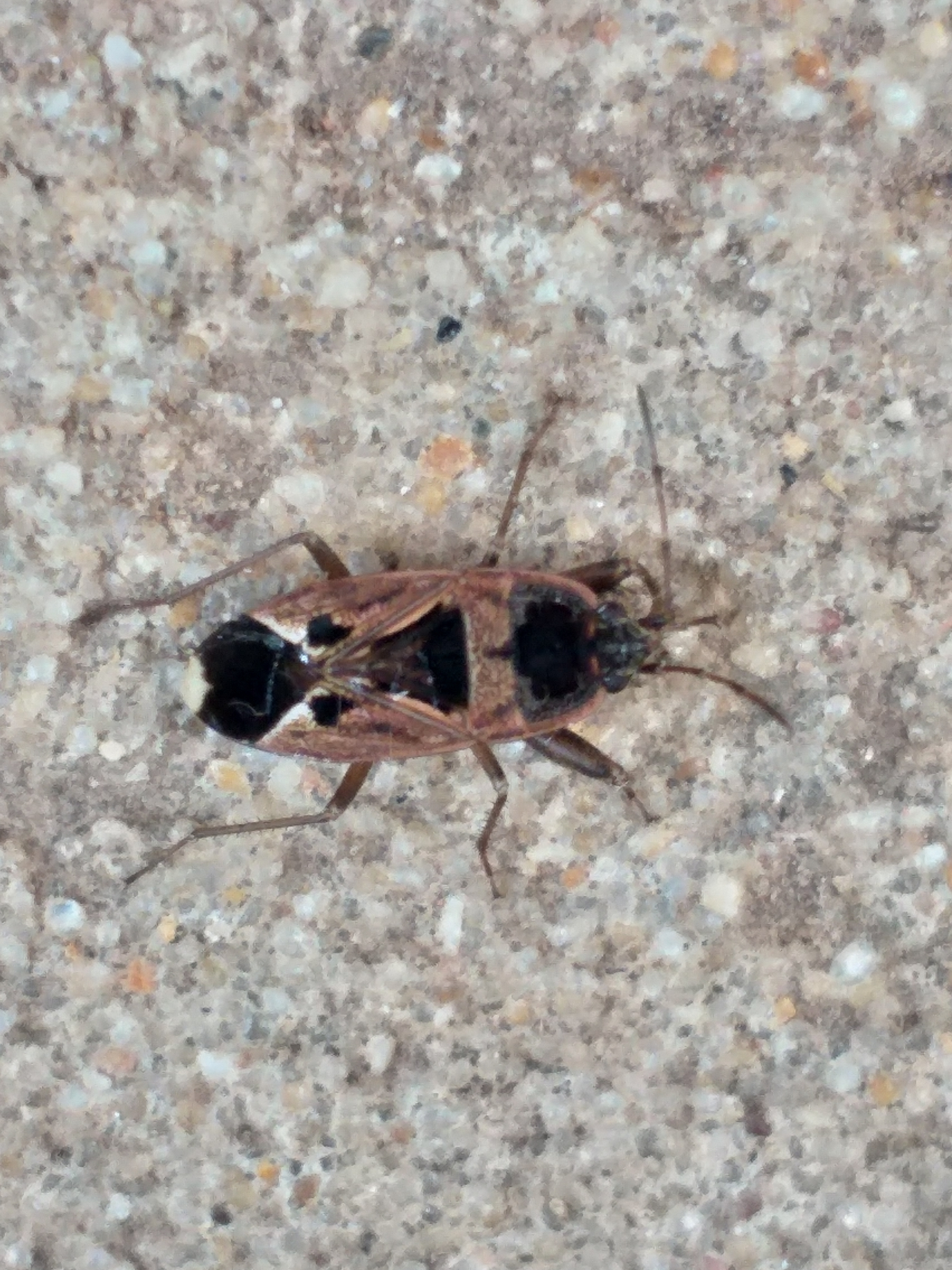
Naphius apicalis, Afrique du Sud.
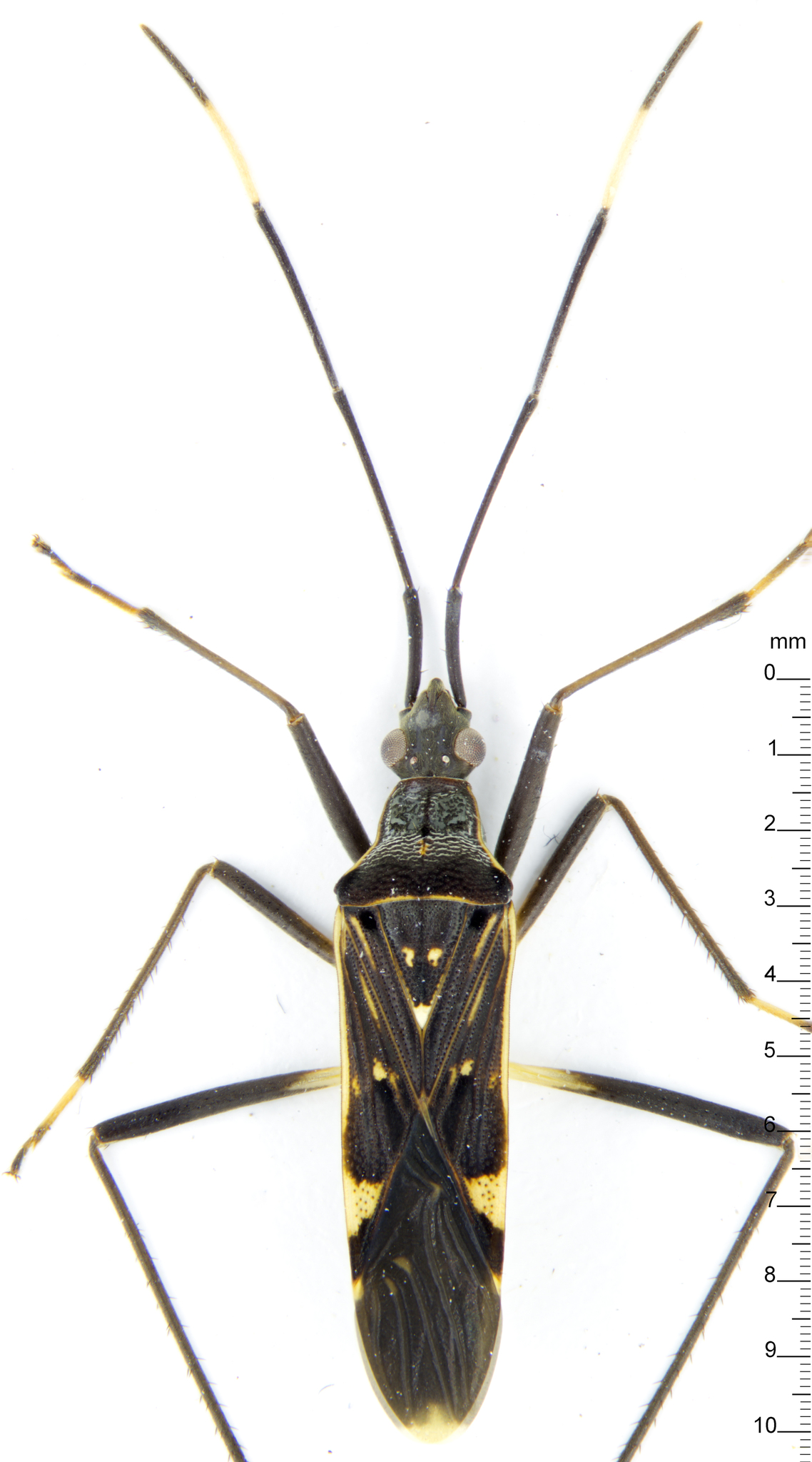
Narbo biplagiatus, Brunei.
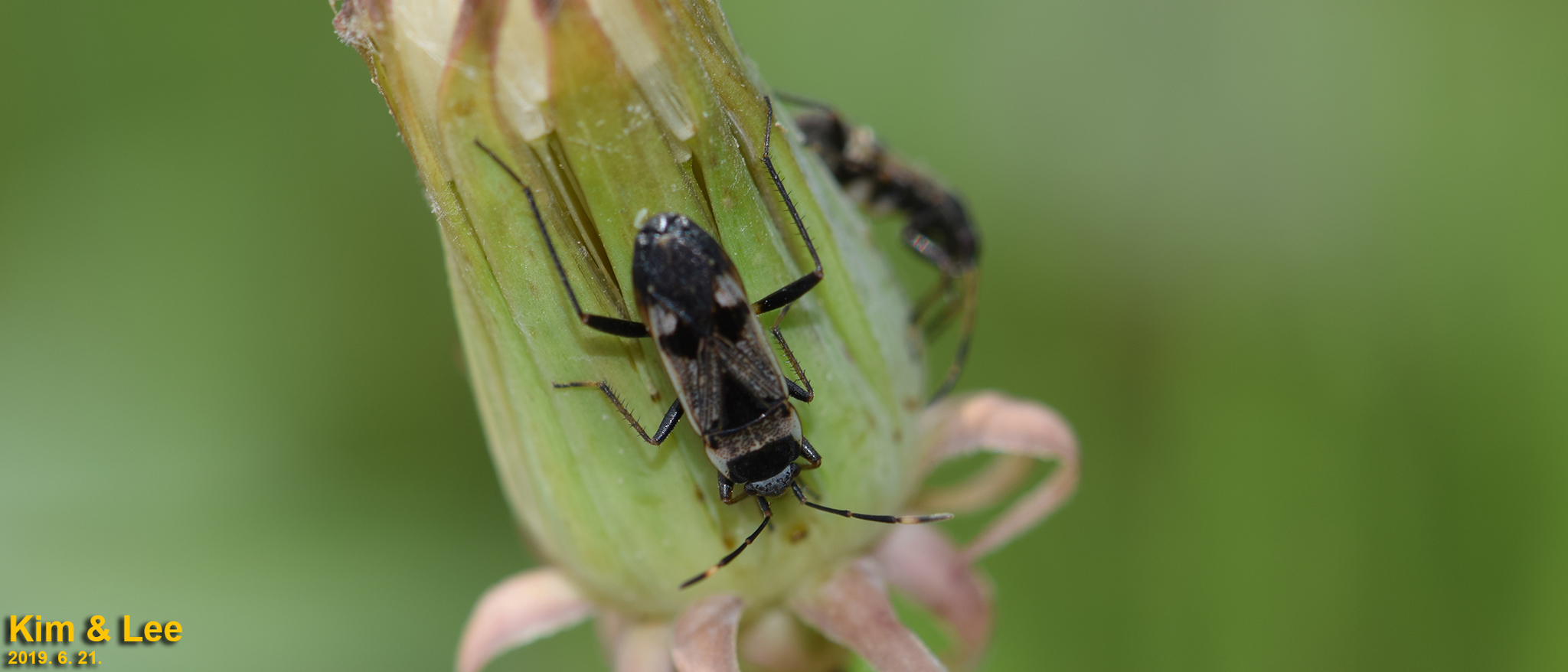
Panaorus albomaculatus, Corée du Sud.
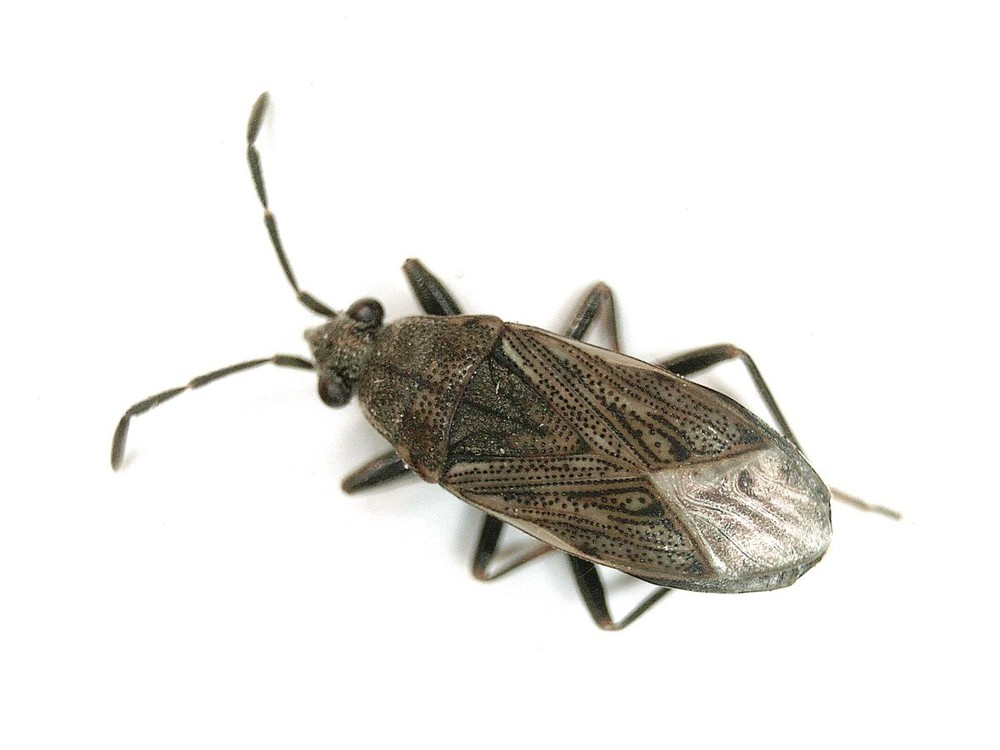
Peritrechus geniculatus, Pays-Bas.
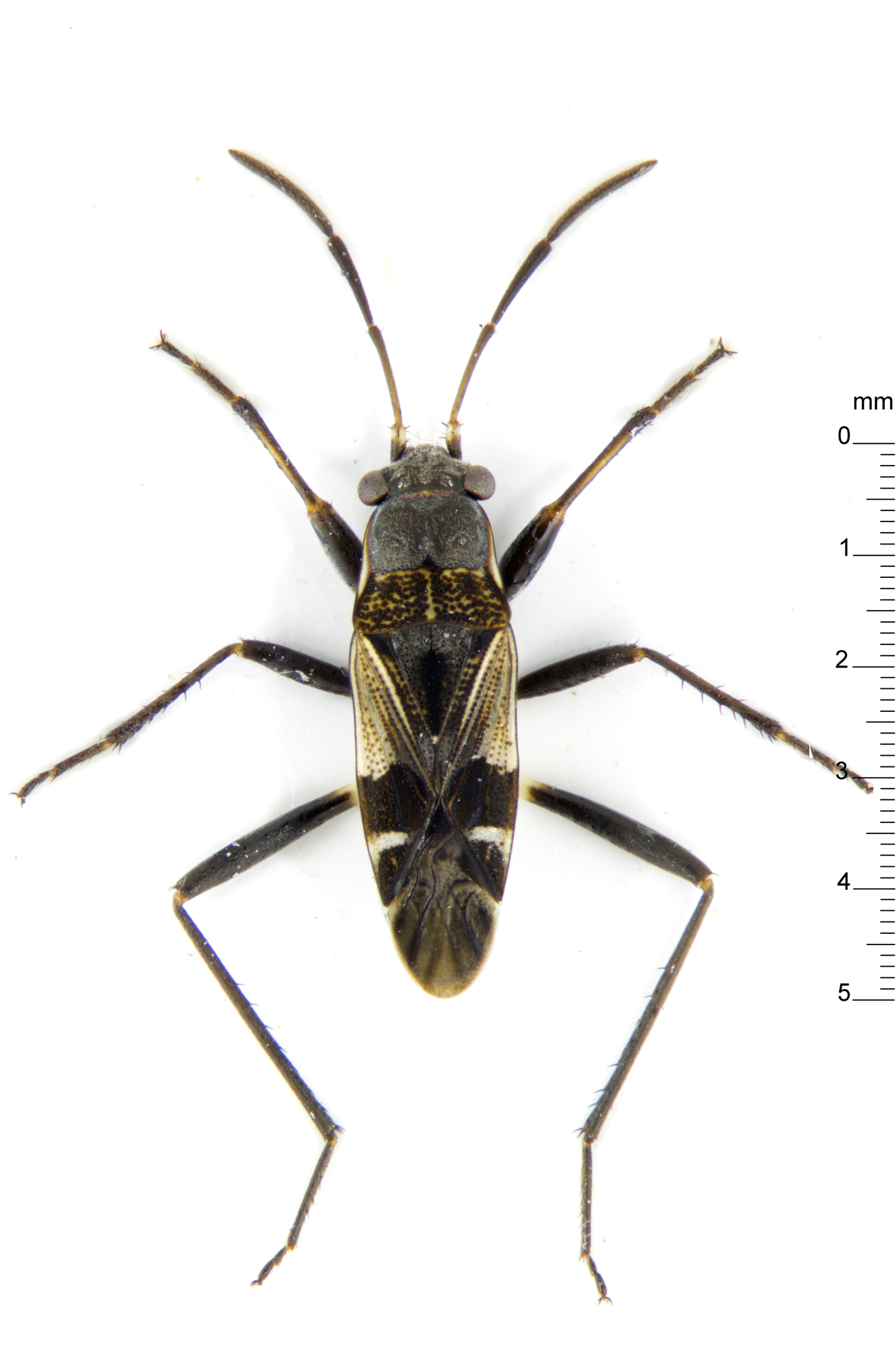
Poeantius lineatus, Brunei.
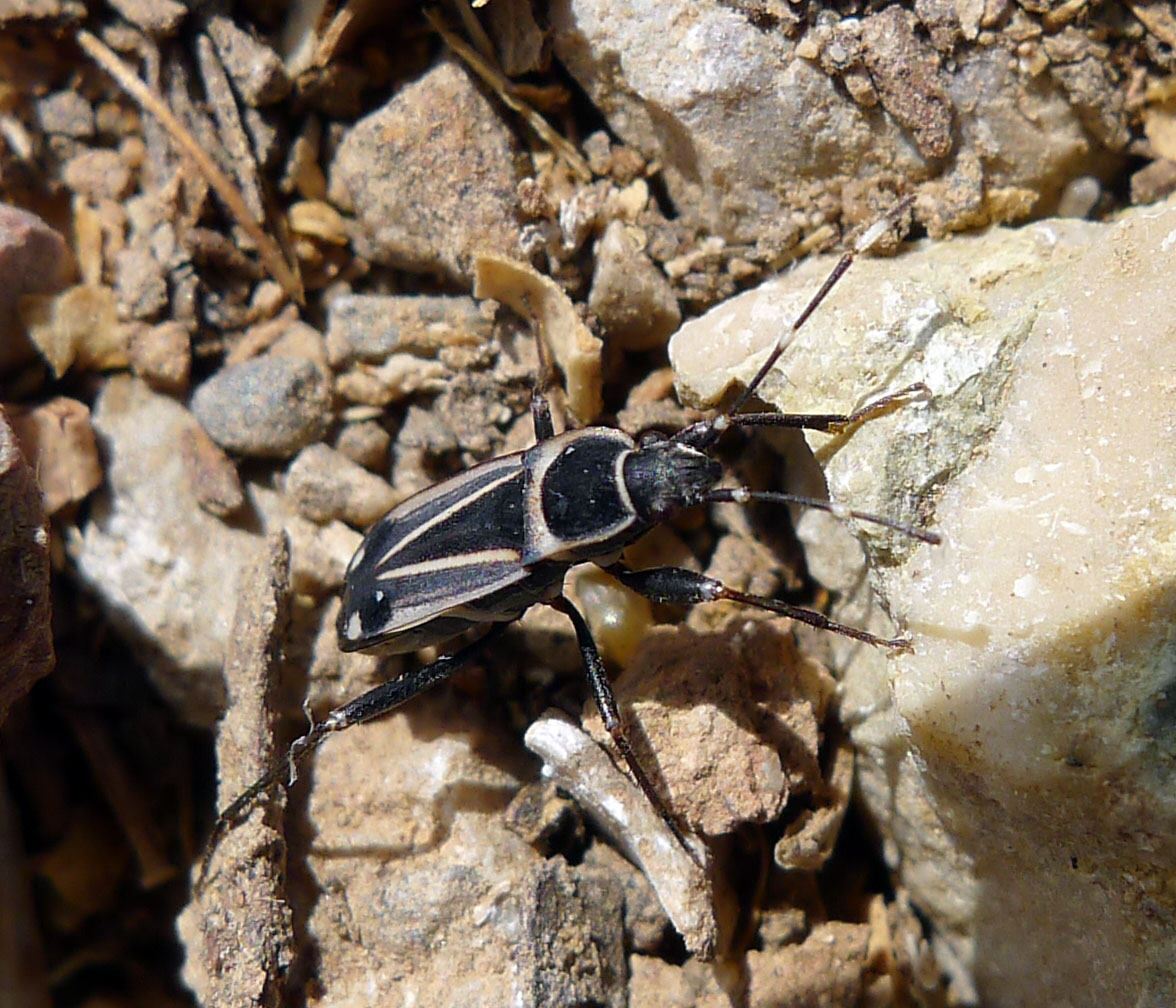
Ragliodes delineatus, Andalousie.
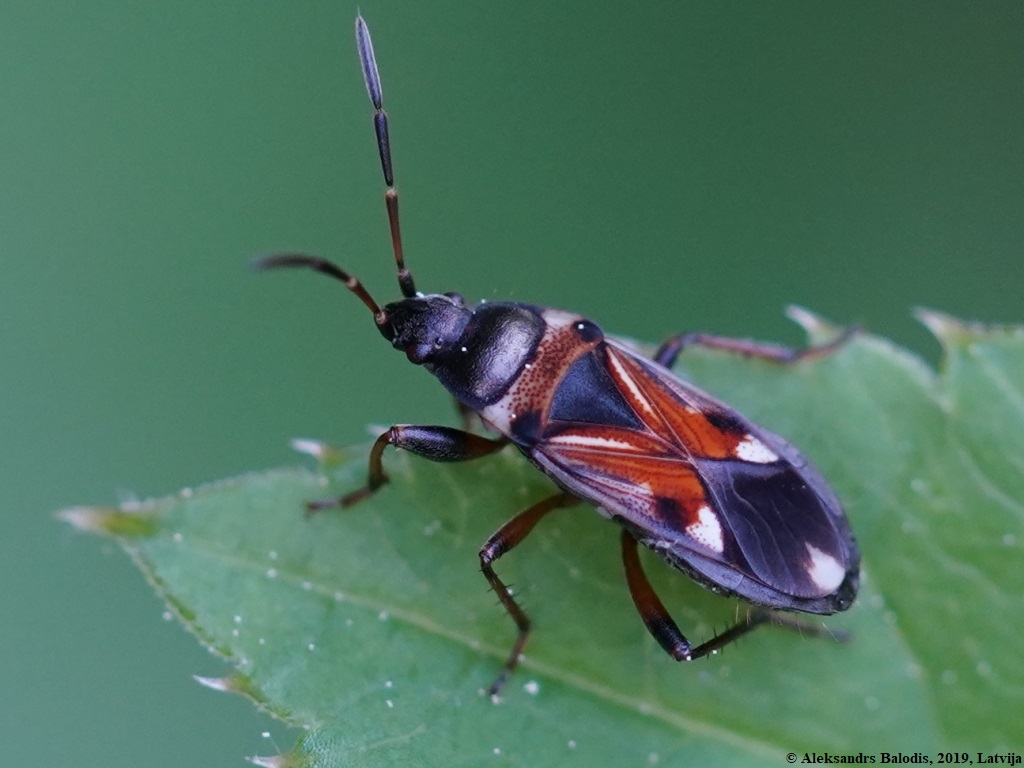
Raglius alboacuminatus, Lettonie.
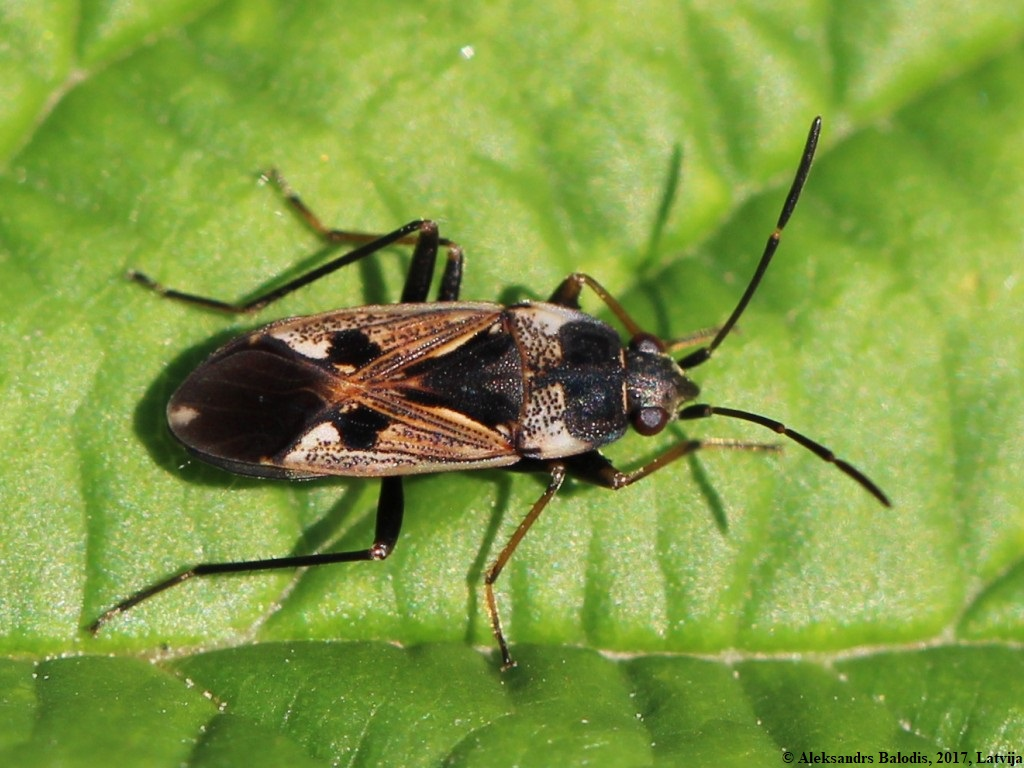
Rhyparochromus vulgaris, Lettonie.
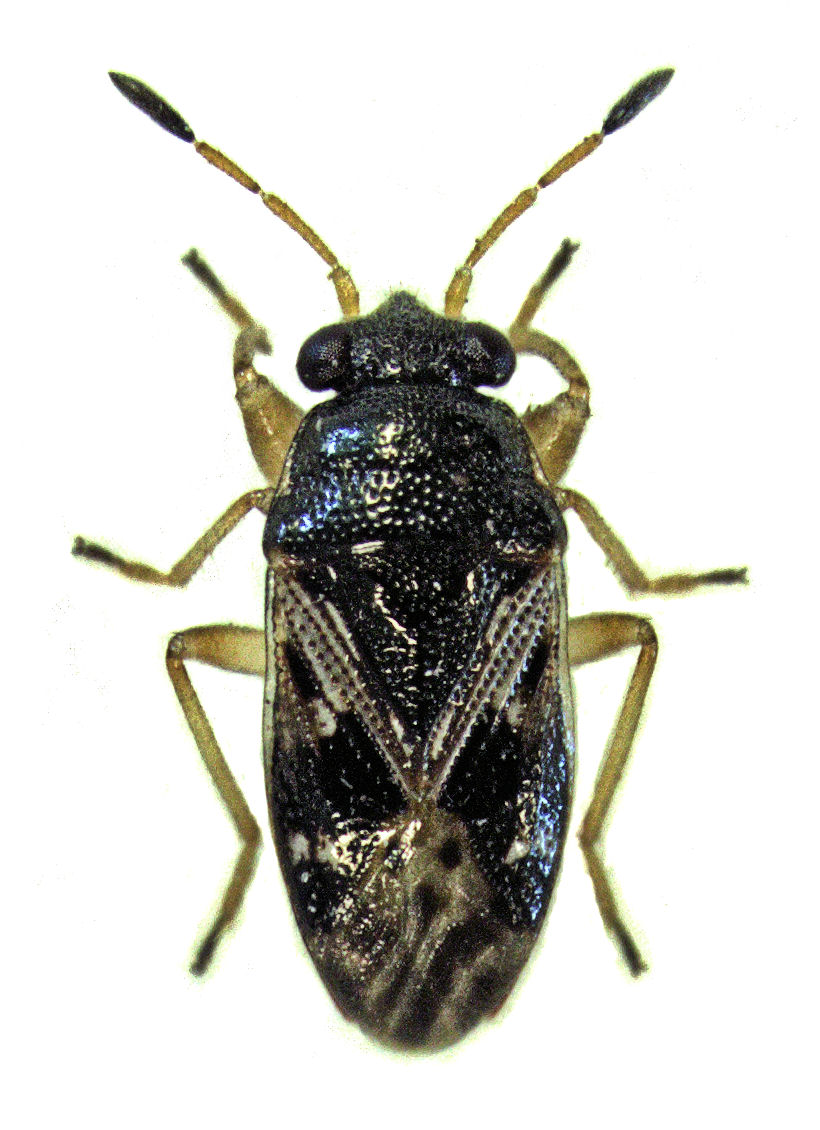
Stizocephalus brevirostris, Nouvelle-Zélande.
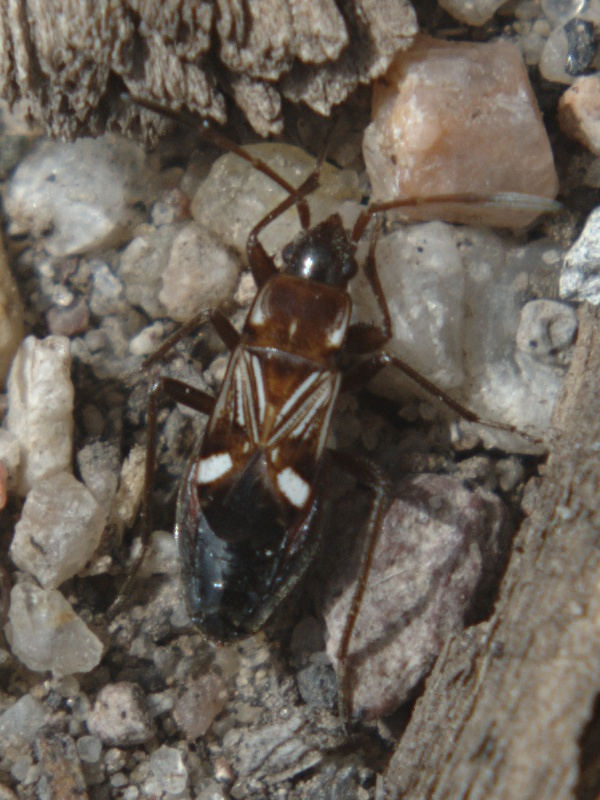
Uhleriola floralis, Nouveau Mexique (États-Unis).
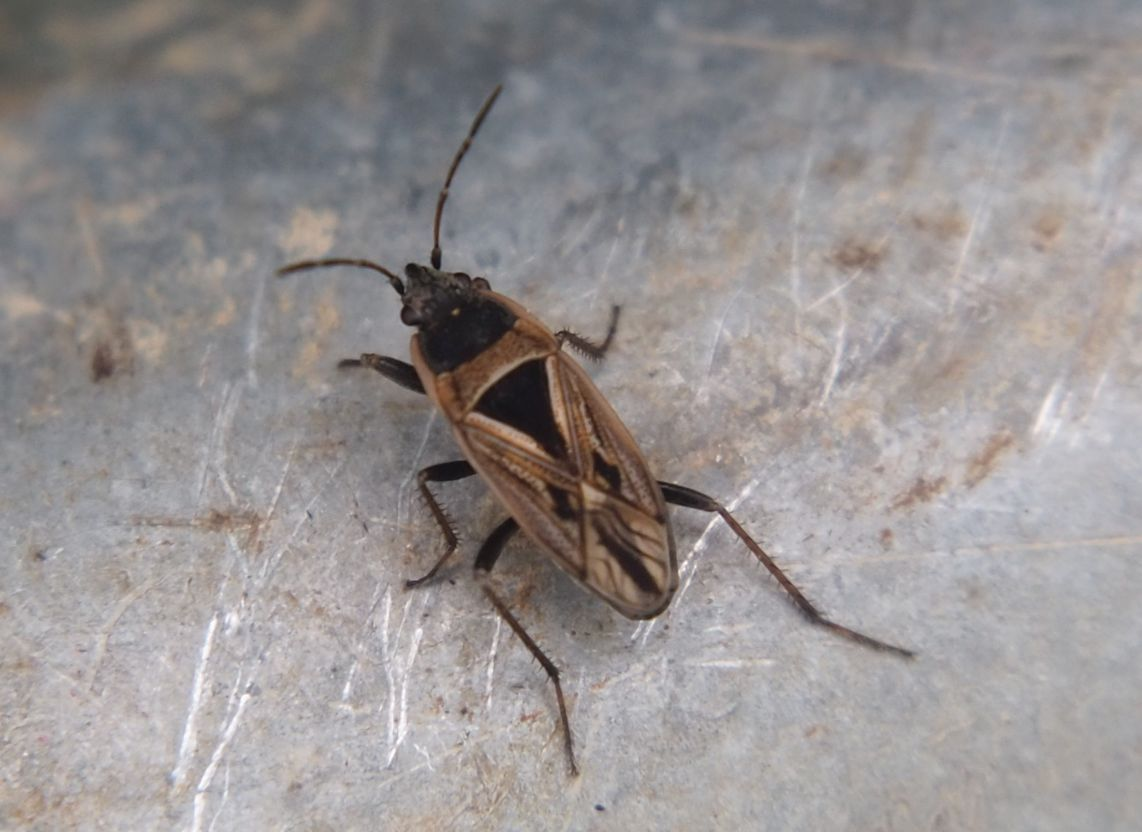
Xanthochilus quadratus, Suisse.